# أربيان أسود القدم نويع الصحراوي
أربيان أسود القدم نويع الصحراوي (الاسم العلمي: Anthemis melampodina subsp. melampodina) هو نوع نباتي يتبع جنس الأربيان من الفصيلة النجمية.

## الموئل والانتشار
الموئل والانتشار في بلاد الشام.